# Квакернат, Ян
Ян Квакернат (нидерл. Jan Quakernaat; 9 августа 1934 года, Амстердам — неизвестно) — нидерландский футболист, игравший на позиции полузащитника, выступал за команды «Аякс», «Ватерграфсмер» и «Гоу Эхед».

## Биография
Родился в августе 1934 года в Амстердаме. Отец — Ян Квакернат, мать — Антония ван дер Мёлен. Оба родителя были родом из Амстердама, они поженились в ноябре 1926 года в Амстердаме — на момент женитьбы отец был кучером.
В возрасте двадцати трёх лет дебютировал в составе футбольного клуба «Аякс». Единственную игру в чемпионате Нидерландов провёл 3 ноября 1957 года против клуба БВВ, выйдя в стартовом составе. Гостевая встреча завершилась победой амстердамцев со счётом 0:1.
В 1959 году Ян перешёл в любительский клуб «Ватерграфсмер», откуда он вызывался в сборную Амстердама.
В июле 1960 года Квакернат стал игрок «Гоу Эхеда» из Девентера, который на тот момент выступал в Первом дивизионе. В клубе полузащитник дебютировал 14 августа в кубком матче с «Херенвеном», завершившимся поражением его команды со счётом 5:0. Через год, в июне 1961 года, Ян был выставлен на трансфер.
С конца 1970-х до середины 1980-х годов работал в клубе «Зебюргия».
Женился в возрасте двадцати четырёх лет — его супругой стала 19-летняя Йоханна Элизабет Хак, уроженка Харлема. Их брак был зарегистрирован 15 ноября 1958 года. В марте 1962 года родился сын Ян.
Умер в возрасте 70 лет.